# Traubiger Kopfschimmel
Der Traubige Kopfschimmel (Mucor racemosus) ist eine Art aus der Gattung Mucor.
Sie kommt in Erde, Pferdemist und faulenden Früchten vor. In den Abwässern von Brauereien entwickelt sich die Art massenhaft und bildet an Steinen und Holz fell- und büschelartige Aufwüchse.

## Merkmale
Die Hyphen sind 10 bis 50 Mikrometer breit, haben keine Querwände und sind sehr stark verzweigt. Sie sind gegliedert in Hauptstämmchen mit Haftwurzeln und viele Seitenäste. An den Spitzen der Hyphen sind kugelige Oidien abgegliedert. In den Hyphen befinden sich zahlreiche Chlamydosporen, die zylindrisch und dickwandig sind. In nährstoffreichen Gewässern können die Hyphen in später ähnlich wie Hefe aussprossende Gemmen zerfallen. Chlamydosporen, Oidien und Gemmen dienen der Vermehrung, da die Art im Wasser keine Sporangien und Sporen bildet.

## Belege